# Нигаматуллин, Рамазан Муллагалеевич
Рамаза́н Муллагале́евич Нигамату́ллин (16 июля 1924 — 19 февраля 2002) — советский передовик добывающей промышленности, машинист экскаватора Учалинского горно-обогатительного комбината, Герой Социалистического Труда (1966), Почётный горняк СССР (1979).

## Биография
Рамазан Муллагалеевич Нигаматуллин родился 16 июля 1924 года в деревне Имангулово Тамьян-Катайского кантона Башкирской АССР (ныне Учалинского района Башкортостана). Образование — неполное среднее.
Трудовую деятельность начал в 1940 году рабочим горного цеха Учалинского рудоуправления треста «Башзолото».
Участвовал в Великой Отечественной войне. После демобилизации в 1950 году работал помощником машиниста, с 1952 года — машинистом экскаватора в Учалинском горно-обогатительном комбинате.
В годы семилетки (1959—1965) выполнил нормы выработки на 108,3 % и добыл сверх задания 291 тысячу тонн руды, а за 1965 год — на 110,6 % и сверх задания выдал 73 тысячи тонн, при среднем выполнении нормы выработок по руднику соответственно на 103 и 105 %. Задание семилетки по добыче руды выполнил досрочно за 6,5 лет.
В социалистическом соревновании за счёт продления межремонтного срока проработал на закреплённом экскаваторе без капитального ремонта 4 года 9 месяцев вместо четырёх лет, предусмотренных нормой. Работая в трудных горно-геологических условиях в содружестве с буровиками, взрывниками и геологами, сократил потери ценных руд с 4,5 % в 1960 году до 2,5 % в 1965-м. Также снизил разубоживание руд пустыми породами, что позволило сэкономить 524 тысячи рублей.
От внедрения его рационализаторских предложений в 1963—1965 годах получено экономии 8910 рублей. Свой богатый опыт передал 20 машинистам экскаваторов, которые в 1965 году за счёт этого повысили выработку на 5 % и выдали дополнительно 165 тысяч кубометров горной массы.
За выдающиеся успехи, достигнутые в развитии цветной металлургии, Указом Президиума Верховного Совета СССР от 20 мая 1966 года Рамазану Муллагалеевичу Нигаматуллину присвоено звание Героя Социалистического Труда с вручением ордена Ленина и медали «Серп и Молот».
В 1967—1975 годах являлся депутатом Верховного Совета РСФСР седьмого и восьмого созывов.
С 1979 года до ухода на пенсию в 1980 году работал инструктором производственного обучения учебно-курсового комбината Учалинского ГОК, мастером производственного обучения учалинских средних профессионально-технических училищ №№ 45 и 30. В 1979 году ему было присвоено звание Почётного горняка СССР.
Умер 19 февраля 2002 года на 78-м году жизни.

## Награды
- Герой Социалистического Труда (1966)
- орден Ленина (1966)
- орден Отечественной войны II степени (1985)
- орден «Знак Почёта» (1976)
- медали СССР и Российской Федерации
- Почётный горняк СССР (1979)